# 清元節
清元節（きよもとぶし）または清元（きよもと）とは、三味線音楽のひとつで、浄瑠璃の一種。主として歌舞伎や歌舞伎舞踊の伴奏音楽として用いられる。

## 概要
清元は豊後節系浄瑠璃として、また浄瑠璃一般としてもっとも遅く成立した流派で、初代清元延寿太夫（1777年 - 1825年）が1814年（文化11年）に創始したものである。延寿太夫は初代富本斎宮太夫に師事して、二世富本斎宮太夫を襲名し、その後富本節を離れて豊後路清海太夫を名乗っていたが、1814年（文化11年）11月、市村座顔見世に出演して清元の名称を興した。以降、歌舞伎の伴奏音楽として徐々に発達し、江戸後期にはその瀟洒な節まわしが世人に広く愛好されたものである。
音楽的な特徴としては、豊後節系統の叙情的で艶っぽい風情を濃厚なものとし、これに長唄の影響を受けて歌うような声ののびやかさや節回しの面白さを加味したものであり、語りものの豪壮さはいささか影が薄い。その代わり、瀟洒かつ粋で軽妙な音楽であり、特にその高音を多用する語りは江戸浄瑠璃の精髄を示すものとして広く愛された。基本的には劇付随音楽であるが、その唄い物的な要素のため、芝居よりも所作事で用いられることのほうが多く、また時代が下るにしたがって純粋な観賞用としての側面も持つようになった。
なお河竹黙阿弥が清元を愛し、いわゆる余所事浄瑠璃として多くの清元を作詞している。これによって幕末期から明治初期にかけて清元は新たな展開を見せた。

## 清元分裂の経緯とその後、そして現在
1922年（大正11年）12月、当時の家元五世延寿太夫と、三味線方の三世清元梅吉（後の二世清元寿兵衛）とが不和となり、梅吉は一門の弟子を伴って清元宗家から独立。清元流を創立した。現在は三世梅吉の孫である四世梅吉が家元を継承している。そのため、清元は現在も二流派が存在し、延寿太夫側を「清元宗家高輪会（あるいは単に「宗家」）」または「高輪派」、梅吉の清元流を『清元流』または「梅派」（以前は「赤坂派・築地派」という呼び名もあったが、現在ではあまり用いられない）と呼び区別している。不和となって以後、長唄や、同じ豊後節系の常磐津節などと違い、流派を超えた合同演奏は一部の例外を除いて行なわれることはなく、それぞれが独立した演奏組織となっていた。
1964年（昭和39年）12月、高輪派と梅派が寄り合い、清元協会を設立、六世延寿太夫が会長に、二世寿兵衛が名誉会長に就任。1966年（昭和41年）7月3日歌舞伎座での第1回を皮切りとして定期的に清元協会演奏会を催していたが、その後梅吉からの合同演奏の呼びかけに高輪派が応じないことから梅派は協会から脱退し、それ以降長らく高輪派の演奏家のみが所属する団体となっていた。また、協会の設立を熱望し合同演奏会の開催を待ち望んでいた寿兵衛は第1回演奏会の1か月前に没し、出演は叶わなかった。
2010年（平成22年）8月24日、NHKエンタープライズの企画『芸の真髄シリーズ第4回 清元 清き流れひと元に』（於：国立劇場）で延寿太夫と梅吉が88年ぶりに同じ山台で演奏を行った。
この公演を機に双方が歩み寄り、翌年の2011年（平成23年）8月9日には、宗家側のみとなっていた清元協会に梅派が再合流し、双方から役員を選出。宗家の延寿太夫が会長に、梅派の梅吉が副会長に就任し、新生清元協会が発足した。
さらに翌年2012年（平成24年）8月29日には三越劇場において初の清元協会演奏会が開催された。
両派合同の演奏が再開されるまで松竹の歌舞伎公演に出演しているのは高輪派のみで、梅派は舞踊の地方や素浄瑠璃の演奏会を主な活動の場としていたが、現在は梅派の演奏家の一部も歌舞伎公演に出演している。
2014年（平成26年）には清元節生誕から200年の記念の年となり、3月28日には清元延寿太夫主催により清元宗家高輪会と清元流の演奏家、また趣味で稽古を受けている愛好家、指導を受けている花柳界、所縁の役者衆が一堂に会し、歌舞伎座において『清元節生誕二百年記念演奏会』を催した。
また常磐津節などに続いて、2014年10月、伝統芸能としての清元節が重要無形文化財に指定され、清元節保存会会員がその保持者として総合認定された。

## 家元

### 宗家（清元宗家高輪会・高輪派）
宗家（清元宗家高輪会・高輪派）家元は代々清元延寿太夫を襲名する。当代で七代目である。
- 初代家元 初世清元延寿太夫（1777年 - 1825年）
- 二代家元 二世清元延寿太夫（1802年 - 1855年）
- 三代家元 三世清元延寿太夫
- 四代家元 四世清元延寿太夫（1832年 - 1904年） - 妻は清元お葉
- 五代家元 五世清元延寿太夫（1862年 - 1943年） - 近世邦楽界でも稀代の名人
- 六代家元 六世清元延寿太夫（1925年 - 1987年） - 尾上菊五郎 (6代目)の娘多喜子と結婚
- 七代家元 七世清元延寿太夫（1958年 - ） - 本名の岡村清太郎で、菊五郎劇団の歌舞伎や、NHK大河ドラマ、民放テレビドラマで役者として活躍したが、六世の没後は清元に専念している。

なお、六世家元は本来ならば五世の長男、四世榮寿太夫が相続するべきであったが、五世より早世したため、四世榮寿太夫の実子（五世の孫）の清道が相続した。
よって、現家元は五世の曾孫である。
2018年（平成30年）2月26日、歌舞伎座で行なわれた、六世延寿太夫の三十三回忌追善と、七世延寿太夫の家元襲名三十周年を記念する演奏会『延寿会』に於いて、七世の長男で三味線方の清元昂洋が初代清元斎寿を、次男で歌舞伎役者の二代目尾上右近が延寿太夫の前名である清元栄寿太夫を七代目として同時襲名した。

### 清元流（梅派）
清元流（梅派）の家元は二代ある。
- 初代家元　三世清元梅吉（1889年 - 1966年） - 後の二世清元寿兵衛
- 二代家元　四世清元梅吉（1932年 - 2023年） - 三世梅吉の孫で作曲家としても著名。

## 名人
近代以降のおもな名人としては、
太夫に
- 四世清元延寿太夫、五世清元延寿太夫、五世の弟子清元志寿太夫、四世栄寿太夫の弟子清元寿國太夫（美月太夫・三代目菊輔）。

三味線方に
- 五世延寿太夫の相三味線を務めた三世清元梅吉（後の二世清元寿兵衛）
- 五世の弟子で、後に大和楽の三味線方・作曲家としても活躍した清元榮壽郎（前名：清元榮次郎）
- 清元榮壽郎の弟子で師に続いて人間国宝の認定を受けた清元榮三郎(志寿太夫長男)、清元一寿郎（寿國太夫実弟）などがいる。
男性主体の音楽であるため女流の名人はあまり聞かれないが、時には男性演奏家と比較しても別格として挙げられるのは四世延寿太夫の妻で、数多くの作曲も手がけた清元お葉である。

## 人間国宝
重要無形文化財「清元節浄瑠璃」及び「清元節三味線」の保持者として各個認定された人物（いわゆる人間国宝）は以下の通りである。
- 浄瑠璃方

清元志寿太夫（文化功労者・日本芸術院会員）
清元清寿太夫（現在の認定保持者）
- 三味線方

清元榮壽郎
清元寿兵衛（三世清元梅吉・文化功労者・日本芸術院会員）
清元榮三郎（日本芸術院会員）
清元榮三
清元梅吉（四世）
　四世梅吉の死去により現在三味線方の保持者は不在である。

## 主要な演目
五十音順。略称、通称による表記。
- 明烏
- 浅間
- 雨の権八
- 十六夜
- 出雲梅
- 田舎源氏
- うかれ坊主
- 卯の花
- 梅川
- 梅の春
- 梅柳藤娘
- 老松
- 扇
- 扇獅子
- お菊幸助
- お俊
- お染
- 落人
- お夏
- お半
- お力
- 女太夫
- 傀儡師
- かさね
- 柏の若葉
- 雁金
- 神田祭
- 喜撰
- 雲助
- 鞍馬獅子
- 車引
- 小糸
- 子守
- 権九郎
- 権上
- 権八下
- 座頭
- 申酉
- 三社祭
- 四季三葉草
- 四君子
- 十二段
- 助六
- 双六
- 須磨
- 隅田川
- すもう
- 青海波
- 船頭
- 千羽鶴
- 曽我菊
- 高尾懺悔
- 忠信
- 種蒔三番
- 旅奴
- 玉兎
- 玉屋
- 茶筅売
- 長生
- 土佐絵
- 鳥羽絵
- 鳥さし
- 納豆売り
- 名寄の寿
- 花がたみ
- 春雨
- 檜垣
- 藤
- 筆幸
- 文売り
- 文屋
- 北州
- 幻お七
- 水売り
- 三千歳
- 宮比
- 虫売り
- 六玉川
- 保名
- 山帰り
- 山姥
- 夕霧
- 夕立
- 斧琴草
- 吉野山
- 吉原雀
- 嫁菜つみ
- 流星
- 椀久

## 余所事浄瑠璃
余所事浄瑠璃（よそごとじょうるり）は付近の家や別の部屋で語る浄瑠璃にあわせて俳優がしぐさをする歌舞伎。男女の哀切な場面や物思いにふける場面などで、どこからともなく聞こえてくる清元などの音曲を効果的に演出として取り入れたもの。